# Peyton Aldridge
Peyton James Aldridge (Warren, Ohio, 10 de noviembre de 1995) es un baloncestista estadounidense que pertenece a la plantilla del Socar Petkim Spor Kulübü de la Basketbol Süper Ligi turca. Con 2,03 metros de estatura, juega en la posición de ala-pívot.

## Trayectoria deportiva

### Universidad
Jugó cuatro temporadas con los Wildcats del Davidson College, en las que promedió 16,7 puntos, 6,9 rebotes y 2,1 asistencias por partido. En 2017 fue incluido en el segundo mejor quinteto de la Atlantic 10 Conference, mientras que en 2018 lo fue en el primero, siendo además elegido en 2018 como Co-Jugador del Año de la A-10, compartiendo el premio con Jaylen Adams de St. Bonaventure.

### Profesional
Tras no ser elegido en el Draft de la NBA de 2018, jugó las Ligas de Verano de la NBA con los Utah Jazz, donde en cinco partidos promedió 1,6 puntos y 2,4 rebotes. El 22 de julio firmó su promer contrato profesional con el Guerino Vanoli Basket de la Lega Basket Serie A italiana.
En la temporada 2021-22, firma por el Socar Petkim Spor Kulübü de la Basketbol Süper Ligi turca.